# Амлесет Муче
Амлесет Муче (нар. у 1987 році; амх. አምለሰት ሙጬ; Аддис-Абеба, Ефіопія) — ефіопська акторка, режисерка й екоактивістка. 

## Життєпис
Народилася в Ефіопії. Вивчала кіновиробництво в Нью-Йоркській кіноакадемії і журналістику в університеті Unity University (Аддис-Абеба). 
У 2012 році одружилася з ефіопським співаком Тедді Афро в соборі Святої Трійці в Аддіс-Абебі. У них є двоє дітей.

## Кар'єра
Амлесет стала переможницею конкурсу «Міс університет 2004», представляючи Ефіопію. Вона також була переможницею конкурсу Міс Світу Ефіопія в 2006 році. Крім того, Амлесет є режисеркою. Вона написала та спродюсувала фільми Si Le Fikir (Про кохання), Adoption та документальний фільм Green Ethiopia.
Амлесет також є представницею компанії Etete Dairy в Ефіопії. Вона відкрито говорить про проблеми довкілля, з якими стикається Ефіопія.
Амлесет взяла участь в заході UN 2018 Women First 5k, який відбувся 11 березня 2018 року в Аддіс-Абебі, Ефіопія. Вона виграла перегони Icon Women з часом 25,25.

## Вибіркова фільмографія
- Про любов (2016)
- Прийняття (2016)